# Boris Pavlovič Děrnov
Svatý Boris Pavlovič Děrnov  (17. květnajul./ 29. května 1897greg., Jelabuga – 14. únorajul./ 27. února 1918greg., Jelabuga) byl ruský pravoslavný laik a mučedník.

## Život
Narodil se 17. května 1897 v Jelabuze jako syn kněze Pavla Alexandroviče Děrnova a Anny Arkadjevny. Měl čtyři sourozence.
Dokončil šest tříd Jelabužského reálného učiliště. Po absolvování doplňkové třídy nastoupil na Petrohradský institut dopravy (dnes Petrohradská státní dopravní univerzita).
Dne 14. února se svými bratry Grigorijem a Semjonem vyrazil hledat zatčeného otce. Podle očitých svědků jeden ze synů otce Pavla označil příslušníky Rudé armády za vrahy a téhož dne byli zastřeleni vojáky bolševického represivního oddílu.
Bratři byli pohřbení vedle svého zabitého otce na Troickém hřbitově. V sovětských dobách byl hřbitov a vedlejší chrám Svaté Trojice zničen a jejich hrob byl ztracen.
Roku 1981 byl se svým otcem a bratrem Ruskou pravoslavnou církví v zahraničí svatořečen jako mučedník.
Dne 15. října 2018 jej, jeho otce a bratry Ruská pravoslavná církev svatořečila jako mučedníky a byli zařazeni mezi Sbor všech novomučedníků a vyznavačů ruských.
Jeho svátek je připomínán 27. února (14. února – juliánský kalendář).